# The Magicians
The Magicians är en amerikansk TV-serie baserad på romanen Magikerna av författaren Lev Grossman. TV-serien är skapad av Sera Gamble och John McNamara. 
Det första avsnittet sändes den 16 december 2015 som en särskild förhandsvisning i USA på Syfy och Showcase. Resten av första säsongen hade premiär 25 januari 2016. Säsong två hade premiär i januari 2017. 10 januari 2018 började säsong 3.

## Handling
Quentin Coldwater (Jason Ralph) får veta att magi finns på riktigt när han antas till Brakebills College för Magisk Pedagogik. Medan han pluggar till magiker upptäcker han att Fillory - världen från hans barndoms favoritböcker - kanske finns på riktigt, och utgör en fara för mänskligheten. Samtidigt som Quentin är helt uppslukad av sin nya värld får man även följa Julia (Stella Maeve), Quentins barndomsvän som nekades inträde till Brakebills och desperat letar efter ett annat sätt att lära sig magi.

## Rollfigurer

### Huvudpersoner
Quentin Coldwater (Jason Ralph), huvudperson och magistudent på Brakebills College. Upptäcker att världen i ungdomsböckerna Fillory and Further kanske faktiskt finns på riktigt.
Julia Wicker (Stella Maeve), universitetsstudent som nekas inträde till Brakebills College och rekryteras av ett hemligt magiskt sällskap.
Alice Quinn (Olivia Taylor Dudley), ovanligt begåvad magiker vars storebror dog under mystiska omständigheter. Quentins kärleksintresse.
Eliot Waugh (Hale Appleman), äldre student på Brakebills som dricker för mycket som hamnar i Quentins innersta krets.
William "Penny" Adiyodi (Arjun Gupta), Quentins rebelliske rumskompis som motvilligt ingår en allians med Quentin och hans vänner. 
Margo Hanson (Summer Bishil), student på Brakebills och Eliots bästa vän. Heter Janet i böckerna.

### Återkommande karaktärer
Kady Orloff-Diaz (Jade Tailor), rebellisk student och Pennys kärleksintresse. Har ett plågsamt förflutet som kommer ikapp henne när hon slängs ut från Brakebills.
Henry Fogg (Rick Worthy), rektor på Brakebills.
Pete (David Call), en av medlemmarna i det underjordiska magisällskapet som tar emot Julia.
James (Michael Cassidy), Julias pojkvän och Quentins barndomsvän.
Eliza (Esmé Bianco), ambulanssköterska som rekryterar Quentin till Brakebills.
Pearl Sunderland (Anne Dudek), lärare på Brakebills och Pennys mentor.
Marina Andrieski (Kacey Rohl), ledare av ett underjordiskt magisällskap. Slängdes ut från Brakebills tre månader innan hon skulle ta examen, och fick sin magiska kunskap raderad. Utnyttjar Julia för att få makt och hämnd.
The Beast (Charles Mesure), otroligt skicklig magiker som tagit över Fillory och lyckas ta sig igenom till vår värld. Har sex fingrar på varje hand och skymmer sitt ansikte med en svärm malar.
Richard (Mackenzie Astin), ledare för en grupp magiker som Julia ansluter sig till. Julias terapeut i beroendevården.

## Sverige
I Sverige streamade serien till en början på HBO Nordic innan tjänsten omformades till HBO Max. Senare återfanns den på Prime.